# Paweł Bortkiewicz
Paweł Witold Bortkiewicz (ur. 8 kwietnia 1958 w Jeleniej Górze) – polski duchowny katolicki, członek Towarzystwa Chrystusowego dla Polonii Zagranicznej (TChr.), teolog, etyk, profesor nauk teologicznych specjalizujący się w zakresie teologii moralnej. W latach 2002–2008 dziekan Wydziału Teologicznego Uniwersytetu im. Adama Mickiewicza, od 2002 r. dyrektor Centrum Etyki UAM w Poznaniu, członek Komitetu Nauk Teologicznych Polskiej Akademii Nauk (od 2003 r.), członek Rady Programowej Centrum Jana Pawła II „Nie lękajcie się” w Krakowie. Od stycznia 1996 r. do grudnia 2001 r. redaktor naczelny miesięcznika biblijno-liturgicznego „Msza Święta”. Od 2022 r. członek Akademii Kopernikańskiej w Warszawie. Od 13 lipca 2025 oblat Zgromadzenia Redemptorystów.

## Życiorys
W 1995 r. Wydział Teologiczny Akademii Teologii Katolickiej nadał mu stopień doktora habilitowanego nauk teologicznych za pracę pt. „Zachowanie wartości moralnych w sytuacjach granicznych. Studium na podstawie polskiej łagrowej literatury pamiętnikarskiej”. Na tej uczelni, już pod nazwą Uniwersytetu Kardynała Stefana Wyszyńskiego, pełnił funkcję kierownika katedry Historii Teologii Moralnej.
Później został wykładowcą Wydziału Teologicznego UAM, był też kierownikiem Zakładu Katolickiej Nauki Społecznej tamże. Po odejściu z wydziału Tomasza Węcławskiego w 2007 r., został także kuratorem Zakładu Teologii Fundamentalnej i Ekumenicznej.
W 2002 r. został dziekan Wydziału Teologicznego – po wygaśnięciu kadencji 31 sierpnia 2008, następnego dnia objął funkcję prodziekana ds. nauki i współpracy naukowej. Wykłada także w Wyższej Szkole Kultury Społecznej i Medialnej w Toruniu. W 2007 r. uzyskał tytuł profesora. Do 2023 r. wypromował 5 doktorów.
W październiku 2015 r. został członkiem Narodowej Rady Rozwoju, powołanej przez prezydenta Andrzeja Dudę. Został duszpasterzem Akademickiego Klubu Obywatelskiego im. Prezydenta Lecha Kaczyńskiego w Poznaniu.
Wszedł w skład komitetu wspierającego kandydaturę Karola Nawrockiego na prezydenta RP w wyborach w 2025.
Jest także publicystą Radia Maryja i Telewizji Trwam, występując w audycji Myśląc Ojczyzna. Współpracuje z miesięcznikiem Wpis.
Od 13 lipca 2025 jest oblatem Zgromadzenia Redemptorystów. Tytuł nadany mu przez generała zakonu o. Rogério Gomesa, odebrał tego dnia z rąk o. Dariusza Paszyńskiego, przełożonego Warszawskiej Prowincji Redemptorystów podczas XXXIV Pielgrzymki Rodziny Radia Maryja na Jasną Górę.

## Odznaczenia
W 2018 r. otrzymał Krzyż „Golgota Wschodu”. W 2021 r. odznaczony Krzyżem Oficerskim Orderu Odrodzenia Polski.

## Publikacje
- 1992: W polu doświadczenia moralności: wybrane zagadnienia etyki ogólnej
- 1992: Głód w łagrach – walka o życie lub walka o człowieka
- 1993: Dramat wyboru  ISBN 83-85203-08-7.
- 1993: Być chrześcijaninem wobec wyzwań czasu i świata: elementy teologii duchowości wiernych świeckich
- 1994: Zachowanie wartości moralnych w sytuacjach granicznych: studium na podstawie polskiej łagrowej literatury pamiętnikarskiej  ISBN 83-85022-37-6.
- 1998: Rola pokory w kulturze myślenia: (wokół Veritatis splendor i Fides et ratio)  ISBN 83-89857-18-9.
- 1999: W służbie życia. T. 1, Demaskacja „kultury śmierci”  ISBN 83-87638-12-9.
- 2000: Przede wszystkim etyka ISBN 83-86360-49-6.
- 2000: Wiara szukająca: o kryzysie wiary młodego człowieka ISBN 83-7119-309-2.
- 2000: Tanatologia: zarys problematyki moralnej ISBN 83-86360-33-X.
- 2005: Nauczyciel myślenia: wokół myśli Jana Pawła II ISBN 83-89857-18-9.
- 2023: Tyrania postępu (współautor), ISBN 978-83-7553-373-6.
- 2023: Takie trudne miłosierdzie. Przeciw banalizacji miłosierdzia, ISBN 978-83-8079-875-5